# Felsenratte
Die Felsenratte oder Noki (Petromus typicus) ist eine Nagetierart. Sie ist der einzige Vertreter der Familie Petromuridae und hat keine näheren lebenden Verwandten. Trotz der Namensgebung ist sie auch mit den Ratten (Gattung Rattus) nicht näher verwandt.

## Merkmale
Felsenratten erreichen eine Kopfrumpflänge von 14 bis 22,5 Zentimetern, eine Schwanzlänge von 11,5 bis 17,5 Zentimetern und ein Gewicht von 100 bis etwa 300 Gramm. Die Hinterfußlänge beträgt 27 bis 40 Millimeter, die Ohrlänge 10 bis 17 Millimeter.
Felsenratten sind mittelgroße bis große Nagetiere und haben eine gewisse Ähnlichkeit mit Hörnchen. Das Fell ist lang und auch der Schwanz ist lang behaart, allerdings nicht buschig. Das Rückenfell ist abhängig von der regionalen Verbreitung schwärzlich-braun, dunkelgrau oder blass sandfarben-gelb. Das Bauchfell entspricht in der Farbe dem Rückenfell, ist jedoch etwas blasser. Ihr Kopf ist dorsoventral abgeflacht. Er entspricht in seiner Färbung ebenfalls dem Rückenfell, nur die Nasenregion, die Lippen und der Bereich um die Augen ist etwas blasser. Die Augen sind groß, die kleinen und ovalen Ohren haben eine schiefergraue bis schwarze Färbung und besitzen eine spärliche Behaarung aus sehr kurzen Haaren. Die Felsenratten haben kurze Gliedmaßen und große Füße. Sie sind auf der Oberseite deutlich behaart und unterseits nackt. An den Vorderpfoten befinden sich vier Zehen sowie ein nur rudimentär ausgebildeter erster Zeh, unterhalb besitzen sie drei Ballen an den Zehenansätzen und zwei an der hinteren Sohle. An den Hinterpfoten haben sie fünf Zehen, unterhalb besitzen diese ebenfalls drei Ballen an den Zehenansätzen und nur einen an der Sohle. Alle Zehen besitzen sehr gut ausgebildete und scharfe, kurze Krallen. Der Schwanz erreicht etwa 85 % der Kopf-Rumpf-Länge und ist damit relativ lang, er ist deutlich mit langen Haaren bedeckt. An der Basis entspricht die Färbung des Schwanzes der Rückenfärbung, die hinteren drei Viertel sind dunkler bis schwarz. In Ruhe wird der Schwanz am Boden abgelegt und nicht wie bei Hörnchen über dem Körper getragen. Der Hodensack der Männchen ist unauffällig. Die Weibchen besitzen zwei bis drei Paar Zitzen, dabei befinden sich zwei im Brustbereich hinter den Schultern und eines, das auch fehlen kann, im Lendenbereich.

## Verbreitung

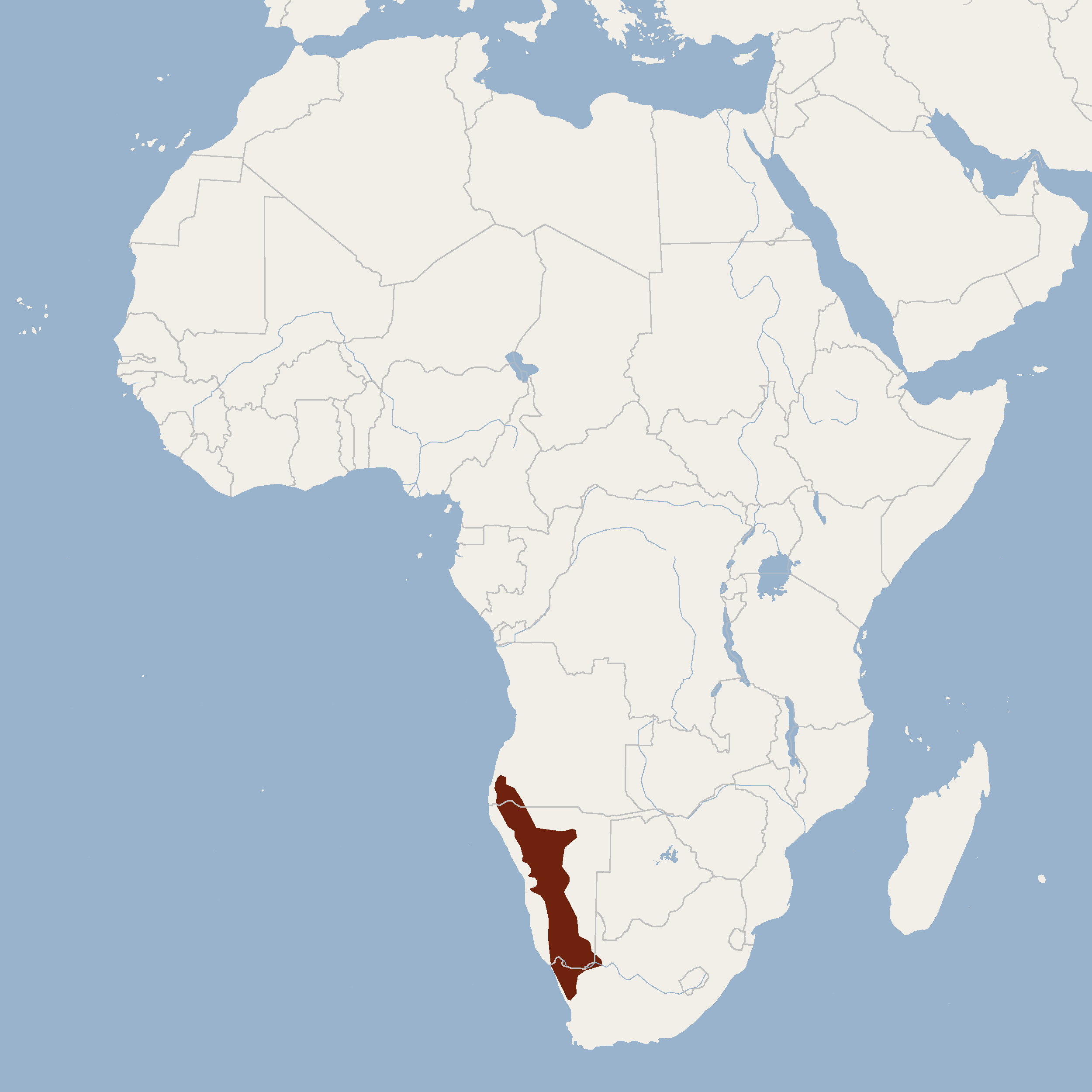
Verbreitungsgebiet der Felsenratte

Felsenratten bewohnen trockene, felsige Gebiete im südwestlichen Afrika; sie leben im südwestlichen Angola und Namibia sowie dem nordwestlichen Südafrika.

## Lebensweise
Lebensraum der Felsenratten sind trockene Gebiete im Hügelland oder Gebirge, die oft mit Felsspalten durchzogen sind. Diese dienen ihnen als Unterschlupf, vorwiegend am Morgen und am späten Nachmittag kommen sie heraus, um nach Futter zu suchen oder in der Sonne zu aalen. Dabei achten sie aber darauf, möglichst oft unter überhängenden Felsen verborgen zu bleiben, um von Greifvögeln, ihren hauptsächlichen Fressfeinden, nicht gesehen zu werden. Ihr Körperbau ist eher an eine laufende als an eine springende Fortbewegung angepasst, manchmal hüpfen sie aber zwischen den Felsen, wobei sie ihren Körper ähnlich den Gleithörnchen durchstrecken. Felsenratten leben allein oder in Paaren. In einer Studie fand man 15 Exemplare in einem sechs Hektar großen Gebiet. Oft bewohnen sie den gleichen Lebensraum wie Klippschliefer, durch ihre geringere Größe kommt es dabei zu keiner Konkurrenz um schützende Felsspalten.
Die Tiere ernähren sich herbivor, sind also Pflanzenfresser. Zu ihrer Nahrung zählen vor allem Gräser, Samen und Beeren.
Die Paarung erfolgt im Frühsommer (November bis Dezember), nach einer rund dreimonatigen Tragzeit werden ein bis drei Jungtiere geboren. Diese sind behaart und relativ weit entwickelt. Weibchen haben drei Paar Zitzen, die auf den Körperseiten auf Höhe der Schulterblätter liegen, damit wird das Säugen in engen Felsspalten ermöglicht. Mit rund zwei Wochen nehmen die Jungen erstmals feste Nahrung zu sich, mit drei Wochen werden sie entwöhnt. Über die Lebenserwartung ist nichts bekannt.

## Systematik

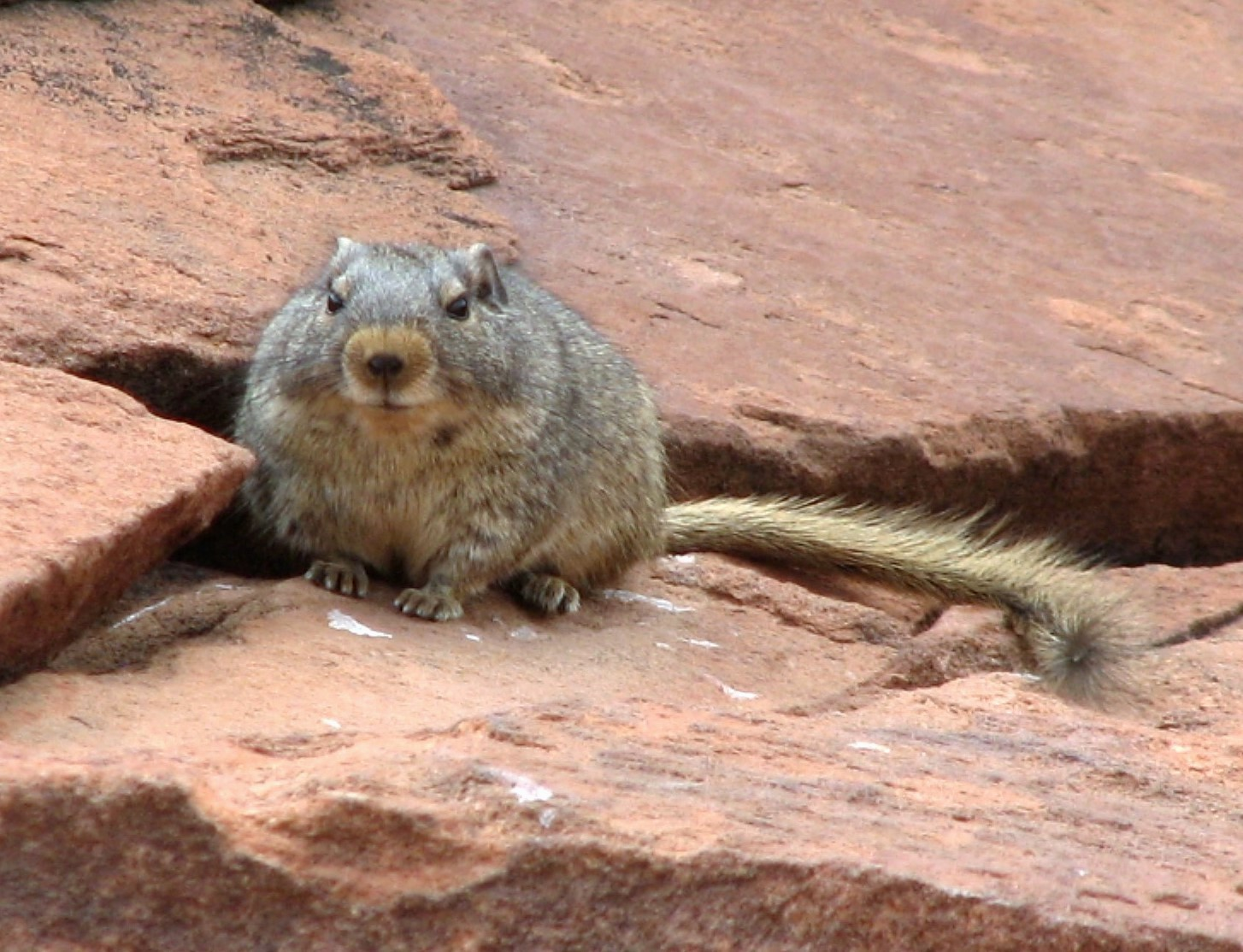
Felsenratte an einem Felsen

Die Felsenratte wird als eigenständige und einzige Art innerhalb der damit monotypischen Gattung Petromus und der ebenfalls nur aus dieser Art bestehenden Familie Petromuridae eingeordnet. Sie zählen innerhalb der Nagetiere zu den Stachelschweinverwandten (Hystricomorpha), ihre nächsten Verwandten sind die Rohrratten. Die wissenschaftliche Erstbeschreibung stammt von dem britischen Zoologen Andrew Smith aus dem Jahr 1831, der die Tiere aus dem Bergland am Unterlauf des Oranje von „Little Namaqualand“ beschrieb. Die Erstbeschreibung erfolgte unter dem noch heute gültigen Namen Petromus typicus, 1834 benannte Smith die Gattung jedoch als Petromus, woraufhin einige spätere Synonyme und Ableitungen unter diesem Namen beschrieben wurden.
Innerhalb der Art wurden neben der Nominatform teilweise zahlreiche Unterarten beschrieben, die vielleicht auch auf einen Artenkomplex hindeuten. Nach aktuellen Stand werden diese jedoch nicht anerkannt. Um dies zu bestätigen, bedarf es allerdings noch weiterer phylogenetischer Untersuchungen, bislang werden entsprechend nur mehrere geografische Variantengruppen unterschieden.
Fossile Vorfahren dieser Tiere sind seit dem Oligozän bekannt, alle Funde beschränken sich dabei auf Afrika.

## Status, Bedrohung und Schutz
Die Felsenratte wird von der International Union for Conservation of Nature and Natural Resources (IUCN) als nicht gefährdet (least concern) eingeordnet. Begründet wird dies durch das vergleichsweise große Verbreitungsgebiet und der angenommenen großen Bestände sowie das Vorkommen in mehreren Schutzgebieten. Bestandsgefährdende Risiken sind für die Art nicht bekannt, im Umland von Städten und besiedelten Gebieten werden die Tiere jedoch häufig von Hauskatzen gejagt.

## Belege
1. 1 2 3 4  C.G. Coetzee: Petromus typicus - Noki (Dassie Rat) In: Jonathan Kingdon, David Happold, Michael Hoffmann, Thomas Butynski, Meredith Happold und Jan Kalina (Hrsg.): Mammals of Africa Volume III. Rodents, Hares and Rabbits. Bloomsbury, London 2013, S. 681; ISBN 978-1-4081-2253-2.
2. 1 2 3 4  Petromus typicus in der Roten Liste gefährdeter Arten der IUCN 2016.2. Eingestellt von: M. Griffin, N. Coetzee, 2008. Abgerufen am 3. Oktober 2016.
3. 1 2  Cryptomys kafuensis. In: Don E. Wilson, DeeAnn M. Reeder (Hrsg.): Mammal Species of the World. A taxonomic and geographic Reference. 2 Bände. 3. Auflage. Johns Hopkins University Press, Baltimore MD 2005, ISBN 0-8018-8221-4.
4. 1 2  R. López-Antoñanzas: Petromuridae (Noki). In: Don E. Wilson, T.E. Lacher, Jr., Russell A. Mittermeier (Herausgeber): Handbook of the Mammals of the World: Lagomorphs and Rodents 1. (HMW, Band 6), Lynx Edicions, Barcelona 2016; S. 336 ff. ISBN 978-84-941892-3-4.